# Sam McMurray
Sam McMurray (New York, 15 april 1952) is een Amerikaans acteur en stemacteur. 

## Biografie
McMurray werd geboren in New York, en is van joodse en Ierse afkomst. 
McMurray begon in 1976 met acteren in de film The Front, waarna hij nog meerdere rollen speelde in meer dan 180 films en televisieseries. Hij is vooral bekend van zijn werk in de televisieserie The Tracey Ullman Show (1987-1990) en Dinosaurs (1991-1994). 

## Filmografie

### Films
Selectie:
- 2019 Klaus - als diverse stemmen
- 1999 Drop Dead Gorgeous – als Lester Leeman
- 1996 The Munsters' Scary Little Christmas – als Herman Munster
- 1991 L.A. Story – als Morris Frost
- 1987 Raising Arizona – als Glen
- 1976 The Front – als jongeman op feestje

### Televisieseries
Selectie:
- 2024 General Hospital - als congreslid Larry McConkey - 4 afl.
- 2020 United We Fall - als Dave Plonker - 2 afl.
- 2018-2019 Mom - als Ned - 3 afl.
- 2019 Grace and Frankie - als Vince - 2 afl.
- 2013-2018 The Fosters – als Frank – 5 afl.
- 2016 Devious Maids - als Hugh Metzger - 4 afl.
- 2014-2015 Cristela - als Trent - 22 afl.
- 2005-2014 The Boondocks – als schoolhoofd (stem) – 7 afl.
- 2012-2013 Scandal – als Pat Wexler – 4 afl.
- 2009-2010 State of the Union – als diverse karakters – 5 afl.
- 2009 Breaking Bad – als dr. Victor Bravenec – 2 afl.
- 2008-2009 Head Case – als pastoor van Dr. Goode – 3 afl.
- 2001-2006 The King of Queens – als Patrick O'Boyle – 15 afl.
- 2006 Huff – als dr. Hoffman – 2 afl.
- 2003 Free for All – als Douglas Jenkins – 7 afl.
- 1997-2002 Hey Arnold! – als Buckley Lloyd / Bobby Fisher (stemmen) – 4 afl.
- 1997-2001 Friends – als Doug – 3 afl.
- 2000 Freaks and Geeks – als dr. Vic Schweiber – 3 afl.
- 1997-2000 Recess – als Griswald (stem) – 11 afl.
- 1999-2000 Batman Beyond – als stem – 4 afl.
- 1995-1997 Deadly Games – als rechercheur Dorn – 4 afl.
- 1997 Chicago Hope – als Dr. David Stockton – 2 afl.
- 1996 Matt Waters – als Charlie Sweet – 6 afl.
- 1995 Medicine Ball – als dr. Douglas McGill – 7 afl.
- 1991-1994 Dinosuars – als Roy Hess (stem) – 50 afl.
- 1993 Bonkers – als stem – 3 afl.
- 1993 A League of Their Own – als coach Kimmy Dugan – 6 afl.
- 1992-1993 Likely Suspects – als rechercheur Marshak – 9 afl.
- 1992 Stand by Your Man – als Roger Dunphy – 5 afl.
- 1987-1990 The Tracey Ullman Show – als diverse karakters – 63 afl.
- 1982 Baker's Dozen – als Harve Schoendorf – 6 afl.
- 1979 The Edge of Night – als Phil – 3 afl.

### Computerspellen
- 2005 True Crime: New York City – als stem
- 2004 Law & Order: Justice Is Served – als Jack Foster / Henry Haskins
- 2001 Command & Conquer: Red Alert 2 - Yuri's Revenge – als stem
- 2000 Command & Conquer: Red Alert 2 – als BBC omroeper / Amerikaanse omroeper

- Bibliothèque nationale de France: cb14205491h (data)
- Gemeinsame Normdatei: 1061924467
- International Standard Name Identifier: 0000 0001 1439 8417
- Library of Congress Control Number: no98084101
- MusicBrainz: d98b0d5c-d36e-4038-9680-b12297ac9399
- Nationale Bibliotheek van Israël: 987007391910605171
- SNAC: w6vh6d8k
- Virtual International Authority File: 24812401
- WorldCat: E39PBJd3QtTGyPGbxDwFGVDyVC